# Peștișani
Peștișani es una comuna ubicada en el distrito de Gorj, Rumania.

## Superficie
Cuenta con una superficie de 216,9 kilómetros cuadrados.

## Demografía
Hasta 2021 la población era de 3535 habitantes, con una densidad de población de 16,30 habitantes por kilómetro cuadrado.